# Ispidina
Ispidina es un género de aves coraciformes perteneciente a la familia Alcedinidae. Sus miembros son aves insectívoras de pequeño tamaño que viven en África. Con frecuencia las especies de este género se incluyen en el género Ceyx.

## Especies
El género contiene dos especies:
- Ispidina picta - martín pigmeo africano;
- Ispidina lecontei - martín pigmeo del Congo.